# Dramatisches Zentrum
Das Dramatische Zentrum Wien (DZ) war ein Zentrum für experimentelles Theater in Wien. Zwischen 1972 und 1989 absolvierten Schauspieler ihre Ausbildungen und Kurse im DZ. Das DZ spielte eine Rolle in der Entwicklung des Freien Theaters in Wien sowie international.

## Geschichte
Horst Forester, Dramaturg am Burgtheater, schlug 1970 dem SPÖ-Unterrichtsminister Leopold Gratz ein Konzept für ein neuartiges Theaterhaus vor. Foresters erklärtes Ziel war es, die seiner Meinung nach stagnierende Theaterszene Wiens mit internationalen Entwicklungen vertraut zu machen.
Im Jahr 1972 wurde das Dramatische Zentrum als erstes Wiener Zentrum für experimentelles Theater, mit Arbeits- und Aufführungsräumen ersten Stockwerk des Palais Harrach im 1. Wiener Gemeindebezirk für mehrere Gruppen eröffnet. 1974 wurden zusätzliche Proberäume in der Sonnenfelsgasse 19 angemietet. Ins Jahr 1975 fiel die Gründung des Theaterlabors A.mo.K. Wien (Arbeitsgruppe Motorische Kommunikation). Im Jahr 1976 kam es zur Übersiedlung in die ehemalige Meisterkaserne in der Seidengasse 13 im 7. Bezirk. Im Jahr 1989 schloss das Dramatische Zentrum.

## Prinzipien und Ziele
Horst Forester (1976): „Dramatiker, Schauspieler der etablierten Theater und Mitglieder der freien Gruppen, Regisseure, Pädagogen, Soziologen, Dramaturgen, Bühnenbildner, bildende Künstler, Theaterwissenschaftler und Publikum haben im Dramatischen Zentrum eine gemeinsame Plattform zur Verfügung; um Stücke zu erproben, neue Darstellungsweisen in praktischer Erfahrung kennenzulernen, um bedeutende Stückeschreiber und Regisseure anzuhören, zu befragen und bei der Arbeit beobachten oder an ihr teilzunehmen“.
Kern der Arbeit bildete:
- die Auseinandersetzung mit dem Schaffen von, u. a. Eugenio Barba, Peter Brook und Jerzy Grotowski. Diese Drei sind wesentlich für die folgende Entwicklung des „freien Theaters“ nicht nur in Wien, sondern auch international. Sie sind Vertreter eines Theater der Erfahrung, das sich außerhalb des etablierten Theatersystems als freie, zumeist gruppenstrukturelles Arbeiten versteht und stark von den je beteiligten Künstlerpersönlichkeiten geprägt ist.
- Die, von der Wiener Theaterwissenschafterin Ilse Hanl entwickelte Animazione-Arbeit, die ebenfalls von der Persönlichkeitsentfaltung und der Gruppenarbeit ausging, starke Impulse aus Italien und Frankreich erhielt und nicht zuletzt auch für die theaterpädagogische Arbeit mit Erwachsenen ebenso wie mit Kindern eine zentrale Vorreiterrolle nicht zuletzt auch in Hinblick auf die zeitgenössische Theaterpädagogik einnahm.[3]

In Folge organisiert das DZ Austauschprogramme mit einigen der interessantesten Theater Europas wie dem Theatre National Populaire, der Berliner Schaubühne, dem Berliner Ensemble, dem Mailänder Piccolo Teatro und dem Theatre de Soleil.
Drei definierte Grundpfeiler des Dramatischen Zentrums sind:
1. Zusammenarbeit von Autoren mit Theaterschaffenden: „(…) damit die Autoren lernen welche Erfordernisse hat die Bühne, einfach ganz simpel, was müssen sie berücksichtigen und wie geht es…“[4] Ab 1972 vergab das Dramatische Zentrum Stipendien an jährlich maximal fünf Nachwuchsautoren, die von einer Jury aus drei Vorstandsmitgliedern und drei Autoren ausgewählt wurden, zu monatlich zuerst 6000, dann 7000 Schilling.
2. „Soziokulturelle Animazione“ – eine Art Vorläufer der heutigen Theaterpädagogik: Der Begriff „Animazione“ stammt ursprünglich aus Italien von Gian Renzo Morenos Konzept der „animazione teatrale“, das 1968 durch das Turiner Teatro Stabile bekannt gemacht wurde. Ziel war es, das Kindertheater in Zusammenarbeit mit Pädagogen zu erneuern und an die Bedürfnisse der Kinder anzupassen. Ilse Hanl war federführend in diesem Projekt.
3. Selbsterfahrungsschauspielschule: Daraus ging die von Herbert Adamec, einem der ersten Stipendiaten des Dramatischen Zentrums, gemeinsam mit Hilde Berger von der Gruppe Torso und Georgij David gegründete Arbeitsgruppe Gruppe AMOK (Arbeitsgruppe Motorische Kommunikation) hervor, die von 1974 bis 1980 bestand. Die Gruppe orientierte sich ursprünglich am Körpertheater von Jerzy Grotowskis und wurde von Theater heute 1976 als „eine der aufregendsten und intelligentesten“ unter den deutschsprachigen Experimentiertheatern genannt.

Laut Kunstbericht 1981 des Bundesministeriums für Unterricht und Kunst teilt sich die Funktion des DZ in die folgenden vier Teilbereiche:
1. Förderung und Erforschung neuer Wege der Theaterarbeit: Dazu dienen Stipendienprogramme (BMUK), Hospitanzen bei Partnerbühnen in ganz Europa, Gastspiele ausländischer Buhnen, Gründung und Unterstützung alternativer Theatergruppen sowie die Installierung des Theaterlabors und die Durchführung zahlreicher Workshops.
2. Ausbildung und Weiterbildung: Schauspielerseminare, Straßentheater, Ausbildungskurse und Seminare zu Körperausdruck, Atem und Stimme, ein tägliches Körpertraining, Pantomime und verschiedene Tanzausbildungsangebote bilden die Jahresarbeit des Dramatischen Zentrums
3. Forderung österreichischer Dramatik: Stipendienprogramme, dramaturgische Gespräche und Zusammenarbeit mit österreichischen Autoren bilden die Grundlage dieser Tätigkeit
4. Aktivitäten der soziokulturellen Animation: Das Dramatische Zentrum hat hier durch die Entwicklung des Zielgruppentheaters, des Lehrlingstheaters und des Seniorenspielclubs einen wesentlichen Beitrag geleistet.

## Absolventen
- Anita Kolbert[6]
- Hubert Kramar[7]
- Jutta Schwarz[8]
- Antonia Limacher[9]
- Johann Wolfgang Niklaus[10]
- Gerhard Blasche
- Alfred Dorfer
- Roland Düringer
- Eva Billisich
- Patricia Hirschbichler
- Christian Weinberger

## Leitung, Mitarbeiter, Mitglieder
- Horst Forester:
  - 1976–79: Leitung
  - 1981: Obmann des Vereins und angestellter Geschäftsführer[11]

- Ludwig Adam Mitarbeit bei A.mo.K.: Involvement Leben/Tod, Zettels Traum
- Hilde Berger
  - 1973 Leitung von Schauspieltraining nach Grotowski
  - 1974–78 Theaterlabor A.mo.K.: Arche II, Involvement Leben/Tod, Papa, Zettels Traum, Spielmawas
  - 1979–86 Leitung von A.mo.K. Workshops
- Werner Wüthrich
- Herbert Adamec:[12]
  - 1972 Werkstattregie
  - 1975 Leitung Theaterlabor, Spiel und Regie
  - 1977 Leitung Schauspielausbildung
  - 1985 Ausstieg aus dem Dramatischen Zentrum
- Philipp Harnoncourt:[13]
  - 1980–1990: Mitarbeit bei Produktionen der „Selbsterfahrungsschauspielschule“ des Dramatischen Zentrums; Lichtgestaltung für die „Arbeitsgruppe Motorische Kommunikation“ (A.M.O.K.) von Herbert Adamec und Raymond Montalbetti u. a. m.
- Sabine Breitwieder:[14]
  - 1986–87: Assistentin für Ausstellungen, Workshops und Theateraufführungen bei Ruben Fraga und Jorge Bernardi
- Paul Jenewein:
  - 1974/75 Assistent und Probephotograph des Théâtre du Soleil, als Hospitant des „Dramatischen Zentrums“ (Wien), Erarbeitung der Aufführung: L'âge d'or. Videoproduktionen: L'âge d'or Publikation: „Das Théâtre du Soleil, Beispiel kollektiver Theaterarbeit“. (Im Druck) Herausgeber: „Dramatisches Zentrum“.[15]
- Günther Nenning
  - Ab Herbst 1981 bis (?) „kontrollierender Kassier“[16]
- Kama Dev (1938–1992), klassischer indischer Tänzer, unterrichtete von 1976 bis 1983 im Rahmen der Tanzwerkstatt die indischen Tanzstile Bharatanāṭyam, Kuchipudi und Seraikella Chhau. Er war der Gründer des Unterrichts für Bharatanāṭyam in Wien, der von seiner Schülerin Radha Anjali[17] im Rahmen des Natya Mandir Vereins fortgesetzt wird.

## Veröffentlichungen
- Ruben Fraga, Dokumentation einer mehrteiligen Projektarbeit des Dramatischen Zentrums Wien in den Jahren 1980 bis 1983, Dramatisches Zentrum (Wien), 1983[18]
- Aktion Gnadentod: Uraufführung, Dramatisches Zentrum, Wien, Junius-Verlag, 1981.[19]
- „Das Théâtre du Soleil, Beispiel kollektiver Theaterarbeit“. Dramatisches Zentrum. 1974

### „Rauschgift-Skandal“
1979 schreibt die Kronen Zeitung am Cover Rauschgift im Dramatischen Zentrum und in einem doppelseitigen Bericht über angeblichen, mit Steuergeldern finanzierten Drogenkonsum im Dramatischen Zentrum. Dies führt zur kurzfristigen Einstellung der Förderungen. Nach einer Gerichtsverhandlung muss die Kronen Zeitung eine Gegendarstellung publizieren. Dies wurde auch im Österreichischen Parlament behandelt.

## Subventionen und Finanzielle Förderungen
| Jahr | Summe in Schilling         | in Euro gerundet | Anmerkung |  |
| ---- | -------------------------- | ---------------- | --- |  |
| 1972 | 1,6 + 0,670 Mio.           | 165.000          | 1,6 Mio. inklusive der Literatur-Stipendien, S. 670.000,- vom Bund für das Weltmusikfestes der Internat. Gesellschaft für neue Musik in Graz (Oktober 1972); 600,000 Literaturstipendien (oben enthalten)                    |  |
| 1974 | 1,9 Mio.                   | 138.000          | |  |
| 1975 | 1,9 Mio.                   | 138.000          | |  |
| 1977 | 3,2 Mio.                   | 232.000          | |  |
| 1978 | 3,8 Mio.                   | 276.000          | |  |
| 1979 | 4,2 Mio.                   | 305.000          | |  |
| 1980 | 2,639 + 0,198 Mio.         | 206.000          | 2,639,000,- Bundessubvention; plus 198.000,- Schilling BMUK Stipendien. |  |
| 1981 | 3,157 + 0,180 + 0,230 Mio. | 259.000          | laut „Kunstbericht 1981“ des Bundesministeriums für Unterricht und Kunst bezog das DZ in 1981: 3,157,000,- Schilling, Bundessubvention, plus 180.000,- Schilling BMUK Stipendien. Renovierung (einmalige Zahlung): 230.000,- |  |
| 1985 | ?                          |                  | Förderungen werden gekürzt |  |